# Глядящие из темноты
«Глядящие из темноты: Хроники Леонарда Калганова, этнографа» — фантастический роман Марии Галиной, опубликованный в 2004 году под псевдонимом «Максим Голицын». В жанровом отношении относится к science fantasy.

## Сюжет
В далёком будущем земляне не одиноки во Вселенной. Жители всех вновь открытых планет практически идентичны людям. Этнограф Леонард Калганов и палеопсихолог Берг, — наблюдатели-учёные из Посольского корпуса, заброшены на планету земного типа и остались без связи с коллегами, поскольку межпространственные туннели перестали работать из-за вспышки сверхновой поблизости. Миссия представителей Земли на отсталых планетах состоит в том, чтобы своим постоянным присутствием (иногда на протяжении многих столетий) приучать аборигенов к идее о существовании иных миров. Калганов и Берг полагают, что оказались на обычной средневековой планете, единственным отличием которой является то, что здешняя цивилизация не знала масштабных войн и массового преследования за инакомыслие. Земляне приняты при дворе правителя небольшого государства Солер как посланцы могущественной Тэрры, расположенной, якобы, далеко за морями. В пользу их легенды работает то, что за сотни лет никто не слышал о гостях из-за моря. Вспышка сверхновой, которая создаёт сотрудникам Посольского корпуса некоторые неудобства (оборвалась связь и, вероятно, возвращение откладывается), для местных жителей представляется знамением конца света. Отношения тут же изменились: прежде мирные и терпимые люди превращаются в зверей в человеческом обличье. Обычное состязание по борьбе завершается жестоким убийством. Священник бьётся в припадке и исходит пеной, утверждая, что людей ведут бесы. За оскорбление, на которое раньше отвечали словом или, в худшем случае, кулаком, после чего пили мировую в ближайшем кабачке, теперь можно получить и нож под ребро. На страну обрушивается наводнение, урожай гниёт на корню. Возрождается древний жуткий культ корр — существ, приходящих из-под земли. Издревле обитатели подлунного мира расплачивались с ними своими детьми, однако все попытки Берга и Леонарда разузнать подробности наталкиваются на заговор молчания. Против своей воли наблюдателям придётся участвовать в событиях вокруг Солера и таинственных обитателей шахт в окрестностях столицы. Они сами являются объектами наблюдения, а событиями на планете руководит чужая, нечеловеческая воля. Выдержав все испытания, они пройдут по неизвестно кем созданной дороге в недрах земли и дождутся спасательного корабля, но навсегда останутся с памятью о несмываемой крови на руках и утраченной вере.

## Литературные особенности
Мария Галина представила комментарий к исторической основе своего романа, не вошедший в печатное издание. Писательница заявила, что за исключением фантастического допущения о космических перелётах, вымысла в книге почти нет. Взаимоотношения Солера и Ретры напоминают противостояние варваров и Рима, только «Ретре, в отличие от Рима, по воле автора, удалось выстоять под напором местных готов». Автор вдохновлялась «Гетикой» Иордана, дословно цитировала «Хронику» Рауля Глабера («в течение трёх лет на залитой дождями земле „нельзя было найти борозды, годной для посева“»). История с несчастной деревушкой, ставшей первой жертвой Неведомых сил и семьёй «демона-искусительницы» Сорейль тоже вполне реальна и почерпнута из «Фульдских анналов». Также использовалась «История франков» Григория Турского и южнофранцузская хроника XIII века. Осада Солера списана с осады Аркадиополя («История царств» Иосифа Генессия).
Практически все критики проводили параллели между романом М. Галиной и повестью Стругацких «Трудно быть богом». Владимир Ларионов подчёркивал, что герои-наблюдатели Галиной ещё сильнее ограничены в своих возможностях вмешиваться во внутренние дела чужого мира. У них вообще нет земного оружия, нет оружия и на тайной базе, обустроенной для землян. Впрочем, главное отличие заключается в природе фантастического элемента: в романе Галиной он не исчерпывается одним только фактом присутствия земных наблюдателей на другой планете, в феодальном обществе на переломе его развития. Равно и смута в Срединных графствах вызвана вовсе не объективными историческими внутренними изменениями, а искусственно инициирована извне. Наблюдатели-исследователи сами сделались объектом наблюдения, а затем и манипулирования. Виталий Каплан из этого делал вывод, что главные задачи автора выходили за пределы жанровой литературы:

Динамичный сюжет романа отнюдь не препятствует разговору об очень глубоких вещах — не столько даже этических, сколько онтологических. Где начинается и где кончается свобода воли? Какой пустотой обернется бессмертие и могущество? Как остаться собой, если всё вокруг — лишь тщательно наведённая галлюцинация?
Василий Владимирский в фантастическом мире обнаружил больше параллелей «Хейнскому» циклу Урсулы Ле Гуин, — например, «Планете Роканнона». Это касается основного мотива — все населённые миры оплодотворены в незапамятные времена наследниками гуманоидных предтеч — так же, как и в цикле американской писательницы. Критик счёл удачными образы героев, поскольку очень многое в романе держится на противостоянии характеров. В романном мире нет откровенных мерзавцев и подлецов, даже узурпатор престола, готовый пытать одного из земных посланцев. Однако В. Владимирского разочаровал конец, выдержанный в духе советской НФ семидесятых-восьмидесятых годов. Самарская исследовательница Татьяна Казарина также утверждала, что романная конструкция построена по «советской» схеме. Для советской НФ был обычен сюжет единоборства между человеком и тем, с чем он сталкивался за пределами обжитого мира:

«Злые» чудеса из неосвоенных пространств меркли перед лицом такого чуда, как наш современник. Сакрализации здесь подверглась сила знания и воплощающий её человек. Чудеса творили не посланники Господа, а посланцы передового человечества.
Роман был обозначен как «боевая фантастика», однако протагонисты Галиной, сражаясь с неведомым, не столько атакуют, сколько обороняются. Чудесное истолковывается как чуждое и опасное, и справляться с ним приходится, не используя научные знания и новейшие технологии. «Испытанию чудесным подвергается не человек как посланец современной цивилизации, а человек как природное существо, человек обыкновенный».

## Издания
- Голицын М. Глядящие из темноты: Хроники Леонарда Калганова, этнографа. — М. : Эксмо, 2004. — 480 с. — (Миры fantasy). — 4100 экз. — ISBN 5-699-06000-6.
- Galina M. Patrzący z ciemności :  [польск.] / Tłumaczenie: Andrzej Sawicki. — Stawiguda : Solaris, 2005. — 388 s. — ISBN 83-89951-18-5.

## Рецензии
- Владимирский В. Этнографические хроники [Рецензия на книгу: Максим Голицын «Глядящие из темноты»] // Мир фантастики. — 2004. — № 12.
- Каплан В. Рецензия: [Максим Голицын. «Глядящие из темноты»] // Если. — 2004. — № 8. — С. 76—77.
- Ларионов В.. Трудно быть богом на Солярисе… [Максим Голицын. «Глядящие из темноты»]. Живой журнал (18 ноября 2021). Дата обращения: 30 августа 2022.
- Казарина Т. В. Современная фантастическая проза в поисках новых источников чудесного // Вестник Самарского университета. История, педагогика, филология. — 2016. — № 2. — С. 152—157.